# F1タクスィム＝カバタシュ鋼索線
F1タクスィム＝カバタシュ鋼索線（F1タクスィムカバタシュこうさくせん、トルコ語: F1 Taksim–Kabataş füniküler hattı、英: F1 Taksim–Kabataş funicular line）は、トルコ共和国イスタンブール県イスタンブール市にある、2駅の地下鉄路線である。
当ケーブルカーは、タクスィム広場およびカバタシュにてハブ接続している。

## 概要
2006年6月29日に開業しており、イスタンブール都市圏 (Istanbul Metropolitan Municipality) の子会社であるイスタンブール交通局社 (İstanbul Ulaşım AŞ) によって運営されている。
延長594 mの路線であり、所要時間は2.5分である。
営業時間は6:15 - 0:00であり、1日の利用者数は30,000人である。
1日の往復移動回数は、ピーク時間中は3分間隔で195回である。

## 駅一覧
- タクスィム（乗り換え： M2号線（英語版）、T2号線（英語版））
- カバタシュ（英語版）（乗り換え： T1号線（英語版）、M7号線（英語版）、İDO（英語版））